# Construcciones Aeronáuticas de Galicia
Construcciones Aeronáuticas de Galicia (CAG) es una compañía diseñadora, fabricante y de mantenimiento de productos aeronáuticos, con sede en el Aeródromo de Villaframil, cerca de la localidad de Ribadeo (Lugo)  España . Fue creada en el año 1996 por José Luis González Miró.
Posteriormente tras una búsqueda de financiación que no obtuvo respuesta de la administración pública gallega la empresa se trasladó a Aragón, cambiando de nombre pero manteniendo las siglas, Composite Aeronautic Group.
En el año 2008 la internacional italiana Tecnam compró CAG.

## Aviones

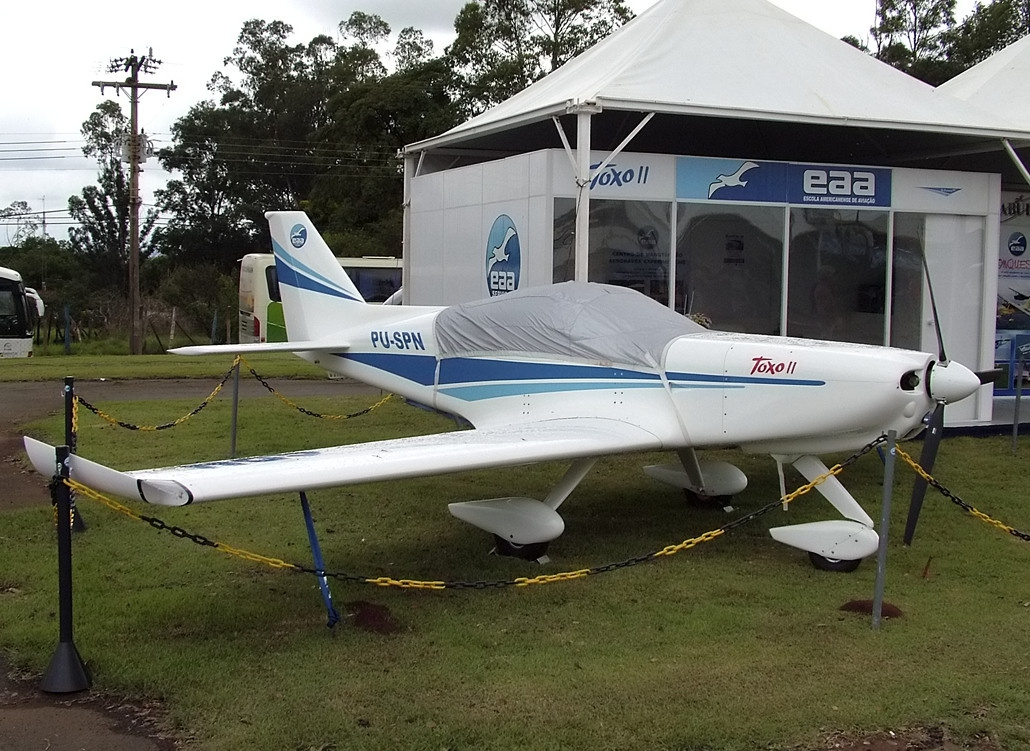
CAG Toxo II.

Construcciones Aeronáuticas de Galicia ha diseñado distintos aviones ligeros:
- CAG Toxo
- CAG Toxo II
- CAG Xesta